# Blesk
Blesk (deutsch Blitz) ist eine landesweit erscheinende tschechische Boulevardzeitung aus dem Medienhaus Ringier Axel Springer CZ a.s. Sie ist seit Jahren die meistgelesene Zeitung in der Tschechischen Republik. Blesk setzt entsprechend dem Boulevardstil auf viel Farbe, große Fotos und Überschriften und enthält in sensationsartigem Stil aktuelle Nachrichten nicht nur aus Tschechien.
Die Zeitung erscheint in sechs regionalen Ausgaben (Prag, Nordböhmen, Mittelböhmen, Brünn, Mähren und Mährisch-Schlesien). Die Sonntagsausgabe unter dem Namen Nedělní Blesk (deutsch Sonntagsblitz) erscheint im Tabloidformat und in größerer Auflage.

## Weblink
- Offizielle Website